# Filipec János
Filipec (Pruisz) János (Prostějov, Morvaország, 1431 – Uherské Hradiště (Magyarhradis), 1509. június 17.) - humanista püspök és diplomata.

## Életrajza

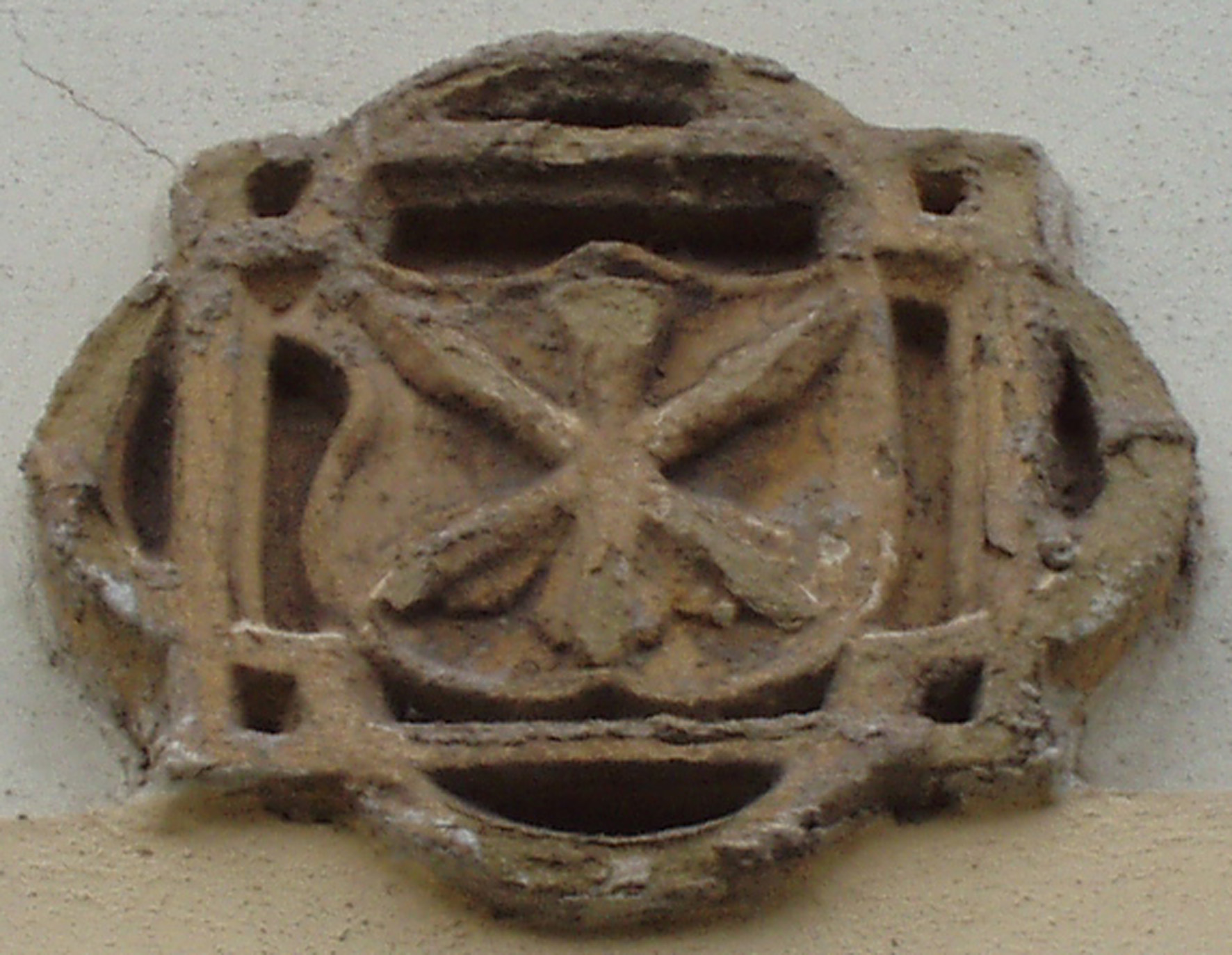
Filipec János címere

Filipec János 1431-ben született a morvaországi Prostějovban. Apja huszita volt. Elvégezte a prágai egyetemet, majd 1469-ben Olmütz ostrománál Hunyadi Mátyás szolgálatba lépett. 1476-tól 1490-ig váradi püspök, majd budai prépost lett. 1476-ban követként járt Nápolyban, majd 1487-ben Franciaországban és Milánóban (előkészíteni Corvin János és Bianka Sforza eljegyzését). 1485-1490 között Váradi Péter bebörtönözése után ténylegesen ő volt a kancellár. Hunyadi Mátyás halála után nagy szerepet játszott II. Ulászló trónra jutásában és nyerte meg számára a „fekete” sereget. Ulászló koronázása után lemondott a váradi püspökségről és az általa Uherské Hradištén alapított ferences kolostorba vonult vissza, ahonnan  visszahívták az Ulászló és Miksa közti kölcsönös örökösödési szerződés előkészítésére, majd a cseh országgyűlésre küldött magyar követség vezetésére. Az irodalomban az egykorú források néha Pruisz néven is említik.
A humanista Filipec (Pruisz) János nagyváradi és olmützi püspök emellett nagy könyvgyüjtő is volt. Könyvtárában számos nagyértékű könyv volt megtalálható, melyek közül az esztergomi könyvtár máig őrzi egy Pontificaleját. Ezenkívül egy ideig könyvtárában őrizte  az olmützi főkáptalani levéltár Leon Battista Alberti egy kéziratát is.